# Gatos en la literatura
Los gatos han sido personajes de la literatura desde la Antigüedad. Muchos dioses asumían forma gatuna, y algunas mitologías consideraban a los gatos como animales de mal augurio. Actualmente, el papel del gato en la literatura continúa sobre todo en la infantil.
Dice Desmond Morris en El mono desnudo que a los seres humanos les gustan más aquellos animales que se ven y se comportan como ellos. Según Barbara Byre, esa es una de las posibles razones por las que los gatos llaman tanto la atención de los artistas; muestran el tipo de personalidad que más desea desarrollar el hombre.

## Simbología

### Antigua Roma
El gato simbolizaba en Roma la independencia y la libertad. Los romanos honraban al gato con la locución «Libertas sine labore» («Libertad sin trabajo»), y eran los gatos los únicos animales permitidos en los templos.

### Gato negro
Los gatos negros son asociados con la mala suerte en la mayoría de las culturas occidentales, y eran comúnmente asociados con la brujería; las brujas o bien podían convertirse en gatos negros, o usarlos para sus hechizos maléficos. Sin embargo, en el folklore japonés o céltico los gatos negros se asocian con la buena fortuna. Los galos, por ejemplo, creían que un gato negro daba buena salud; 

Cath ddu, mi glywais dd’wedyd,

A fedr swyno hefyd,

A chadw’r teulu lle mae’n byw

O afael pob rhyw glefyd.
Una gata negra, he oído decir,

puede encantar a todos los enfermos

y mantener la casa en la que habita

del demonio mortal de la fiebre
Rima galesa.

## Mitología y folklore

### Mitología nórdica

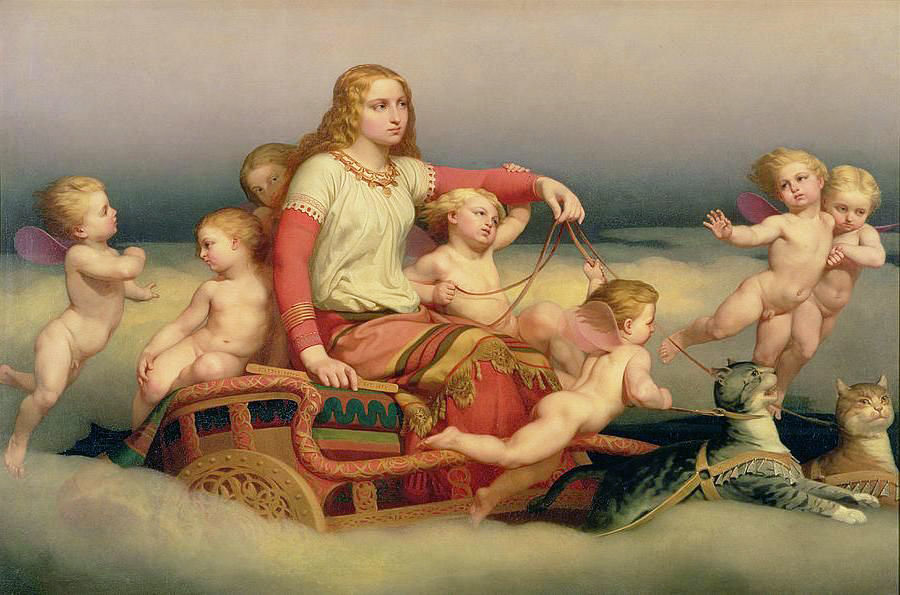
Freya conduciendo su carro con gatos.

Los gatos eran el animal de Freya, diosa del amor y la lujuria. Ella conduce un carro de guerra tirado por dos grandes gatos llamados Bygul (abeja de oro) y Trjegul (ámbar de árbol dorado), a los cuales conduce al funeral de Balder, según se relata en el Gylfaginning, la primera sección de la Edda menor, después del prólogo;

Y cuando cabalga hacia el combate elige ella la mitad de los muertos, y Odín la otra mitad. Su palacio, Sessrúmnir, es grande y hermoso. Y cuando viaja lleva un carro tirado por dos gatos, y ella los guía sentada. Conviene a los hombres invocarla, y de su excelso nombre viene el que se da a las mujeres nobles, que es frú. Le gustan mucho las canciones de amor. Es bueno invocarla para el amor.
Textos mitológicos de las Eddas, capítulo XXIV

### Mitología egipcia
El gato se asocia con la luna en la mitología egipcia, y se consagra a las diosas Isis y Bastet. Y, aunque los dioses podían transformarse en cualquier animal, solo esta última podría hacerlo en un gato. El gato era llamado «miu», cuya transcripción es miw (masc.) o miwt (fem.);
| W19 | i | w | E13 |

| W19 | i | w | E13 |

| W19 | i | w | F28 |

| W19 | i | w | F28 |

### Folklore japonés
En Japón se desarrollaron las ideas de nekomata, bakeneko y gotokoneko, todos ellos yokais derivados de los gatos domésticos.